# Sælør
Sælør (également appelé Sæløer ou Sæløyene) est situé à l'entrée de Grønsfjorden dans la municipalité de Lyngdal dans le comté d'Agder, au sud de la péninsule de Norvège. L'archipel se compose des îles Sælør-ouest et Sælør-est, qui en 1966 étaient reliées par un brise-lames et ont ensemble une superficie d'environ 580 000 m2.
Les phoques sont peut-être mieux connus pour leurs visites royales.Olaf II de Norvège y a hiverné en 1028, et Magnus le Bon aurait visité l' île en 1047. Des restes de ce que l'on croit être une église construite par Olav le Saint pendant l'hiver ont été trouvés.
Plusieurs vieilles épaves ont également été découvertes autour de Sælør, dont certaines remontent au XIVe siècle , ce qui a conduit à l'interdiction de plonger autour des îles. On y trouve aussi l'ancien phare de Markøy, construction en pierre datant de 1725.

## Galerie

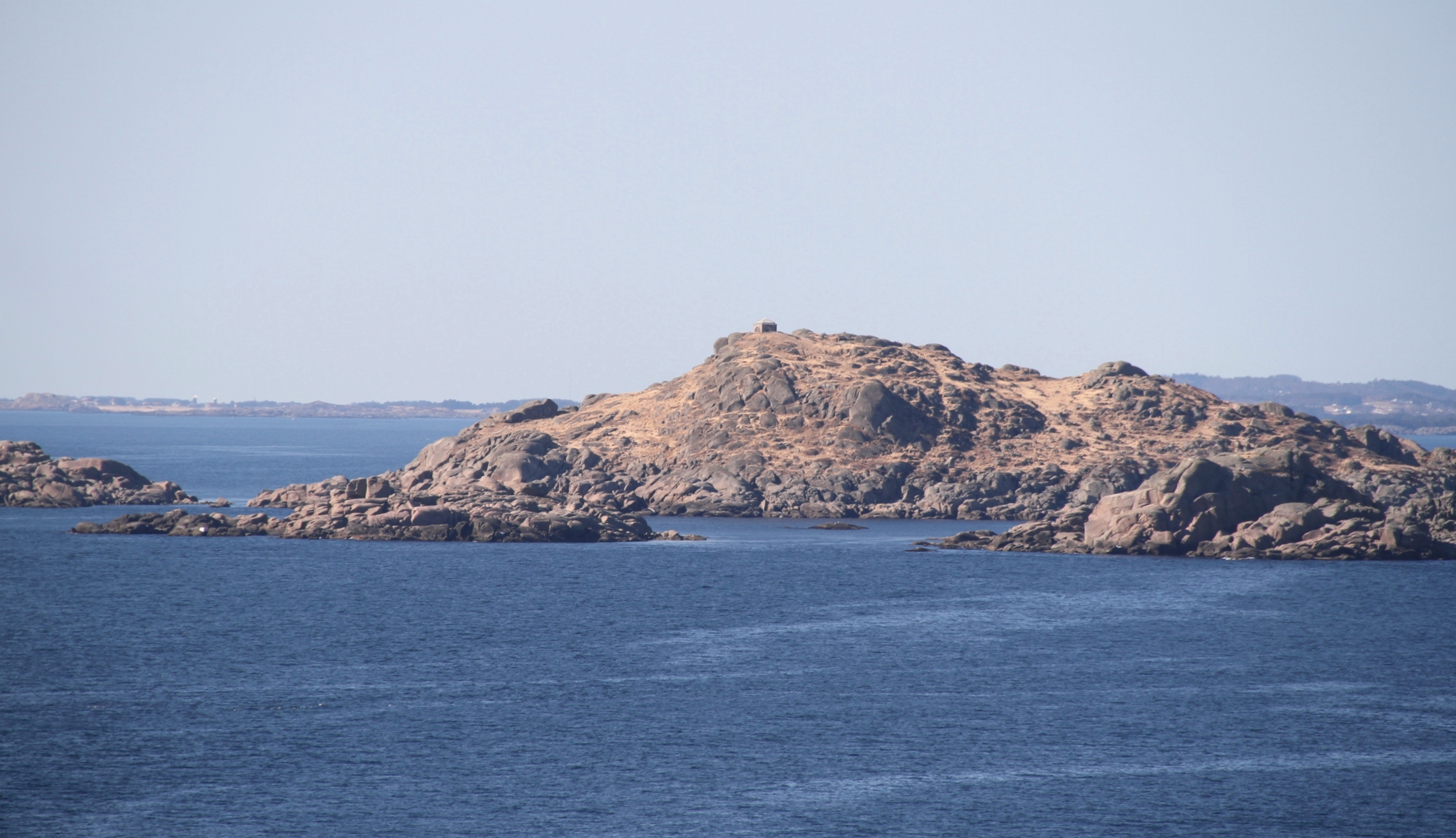
Ancien phare de Markoy